# Niels Arestrup
Niels Arestrup, né le 8 février 1949 à Montreuil-sous-Bois (département de la Seine) et mort le 1er décembre 2024 à Ville-d'Avray (Hauts-de-Seine), est un acteur, réalisateur, scénariste, directeur de théâtre, metteur en scène et producteur franco-danois.
Entre 2006 et 2014, il obtient trois fois le César du meilleur acteur dans un second rôle, pour De battre mon cœur s'est arrêté, Un prophète et Quai d'Orsay. Au théâtre, il a été récompensé par un Globe de Cristal du meilleur comédien pour la pièce Acting en 2017 et d'un Molière pour Rouge en 2020.

## Biographie

### Famille et jeunesse
Issu d'une famille modeste, Niels Philippe Arestrup est le fils unique d'un père danois, Knud Arestrup, et d'une mère bretonne, originaire de Lorient, Yvonne Turmel.
Knud Arestrup a fui le Danemark durant la Seconde Guerre mondiale à la suite de l'invasion du pays par l'armée allemande. Arrivé au Havre en 1943, il veut embarquer pour les États-Unis et rencontre alors dans un restaurant Yvonne Turmel, secrétaire,. Après leur mariage, Knud devient chef d'atelier au montage des balances Testut, tandis qu'Yvonne travaille comme ouvrière à la chaîne chez un fabricant de récepteurs radio.
Niels Arestrup a dix ans lorsque son père est muté à Corbeil-Essonnes. La famille emménage alors dans une cité HLM d'Évry. Enfant unique et solitaire, il découvre la vie en collectivité et commence à faire l'école buissonnière. Il rate le baccalauréat en 1968 et enchaîne les petits boulots.

### Débuts artistiques
En 1973, lorsque la célèbre chanteuse soviétique Raïssa Vassilieva visite la France, elle présente Niels au réalisateur Samy Pavel. Plus tard, celui-ci l'invite à jouer dans son film Miss O'Gynie et les Hommes fleurs.passage douteux[Information douteuse] Le film est le premier dans la carrière d'Arestrup.
En parallèle, il s'inscrit au cours de Tania Balachova, qu'il a découverte à la télévision. Il commence une carrière au théâtre, qu'il va poursuivre tout en apparaissant de plus en plus sur les petit et grand écrans.

### Carrière

#### Au cinéma et à la télévision
Niels Arestrup apparaît pour la première fois au cinéma dans Miss O'Gynie et les Hommes fleurs de Samy Pavel, en 1973, puis dans Stavisky d'Alain Resnais (1974). Le débutant accumule les seconds rôles dans un cinéma d'auteur (Claude Lelouch, Si c'était à refaire), souvent confidentiel (Chantal Akerman, Jeanne Moreau, Frank Cassenti, Edgardo Cozarinsky, plus tard Fabio Carpi…).
Sans jamais abandonner le théâtre, il se construit une carrière atypique faite de seconds rôles et de personnages ambigus (La Dérobade de Daniel Duval, La Femme flic d'Yves Boisset), tourne dans des longs métrages suisses (Le Grand Soir en 1976 et Seuls en 1981 de Francis Reusser), et n'hésite pas à endosser des rôles de salauds (Les Loups entre eux de José Giovanni en 1985, La Rumba en 1986).
À la télévision, il obtient rapidement des premiers rôles, notamment dans des adaptations littéraires (Arthur Schnitzler, Frank Wedekind, Maurice Maeterlinck), s'imposant dès 1979 en héros romantique de la mini-série historique Le Tourbillon des jours, avec Yolande Folliot. Plus tard, il participe aussi à des adaptations signées Hubert Monteilhet, Michel Déon ou encore Madeleine Chapsal (pour La Femme abandonnée, mise en scène par Édouard Molinaro ; ce dernier l'avait déjà dirigé dans deux adaptations de Stefan Zweig, dont La Ruelle au clair de lune (Niels Arestrup en partage la vedette avec Marthe Keller et Michel Piccoli)). En 1984, il est la vedette de Lorfou, un épisode de la série Série noire et qui lui permet de retrouver Daniel Duval. En février 2016, il tient l'un des rôles principaux dans la série télévisée Baron noir, de Ziad Doueiri et avec Kad Merad et Anna Mouglalis.
Sur le petit écran, Niels Arestrup bénéficie au fil des années d'une reconnaissance comparable à celle qu'il connaît sur les planches, son terrain favori. Il entremêle parfois les deux, jouant sur scène (et devant les caméras) La Cerisaie d'Anton Tchekhov, mise en scène par Peter Brook (avec Catherine Frot), et incarnant Rastignac dans Les Secrets de la Princesse de Cadignan d'après Honoré de Balzac, réalisé par Jacques Deray, deux adaptations signées Jean-Claude Carrière — l'acteur interprète par ailleurs un autre héros de Balzac dans Albert Savarus, sous la direction d'Alexandre Astruc et face à Dominique Sanda. Les (télé)spectateurs ont aussi pu le voir dans La Danse de mort, dirigée par Claude Chabrol, ainsi que dans Mademoiselle Julie, (adaptation de Boris Vian), deux pièces d'August Strindberg. Dans la dernière, il a pour partenaire (au théâtre et dans la version filmée) Fanny Ardant, qui a remplacé Isabelle Adjani après quelques représentations. En 2003, il tient aux côtés d'Emmanuelle Seigner le rôle-titre de Fernando Krapp m'a écrit cette lettre, d'après Miguel de Unamuno, mis en scène avant d'être filmé par Bernard Murat.
Au milieu des années 1980, des réalisateurs de cinéma lui confient enfin des rôles principaux mais dans des films qui ne sont pas de grands succès populaires pouvant faire de lui une vedette de premier plan. S'il continue à apparaître davantage sur scène et sur le petit écran, il a cependant pour partenaires au cinéma Christine Boisson (à trois reprises, notamment en 1981 dans Seuls de Francis Reusser et dans Du blues dans la tête d'Hervé Palud, dont il a coécrit le scénario), Ornella Muti et Hanna Schygulla, dont il est l'amant dans le couple à trois du Futur est femme de Marco Ferreri (1984), Isabelle Huppert dans Signé Charlotte de Caroline Huppert (1985), ou la star américaine Glenn Close dans La Tentation de Vénus d'István Szabó (1991), où il incarne un chef d'orchestre hongrois aux prises avec l'Opéra de Paris.
Niels Arestrup joue les années suivantes un violoncelliste célèbre et malheureux dans Le Pique-nique de Lulu Kreutz (en 2000), sur un scénario de Yasmina Reza, ou encore un mari vieillissant qui se sépare de sa femme (Judith Godrèche) dans Parlez-moi d'amour, dirigé par Sophie Marceau en 2002. Mais ces films aussi demeurent discrets.
En 2005, De battre mon cœur s'est arrêté de Jacques Audiard, face à Romain Duris, annonce la reconnaissance à venir : sa prestation de père perfide, bourgeois et complexe, fut saluée par le César du meilleur acteur dans un second rôle. Niels Arestrup retrouve Duris dans L'homme qui voulait vivre sa vie d'Éric Lartigau, en 2010, et surtout Audiard pour Un prophète, en 2009, qui le consacre enfin sur grand écran : il y campe le personnage de César Luciani, parrain de la mafia corse qui garde le contrôle sur ses affaires depuis sa cellule de prison, et remporte pour ce rôle un second César. Parallèlement, l'acteur s'illustre dans des films tels que Le Scaphandre et le Papillon de Julian Schnabel, Le Rainbow Warrior de Pierre Boutron, ou L'Affaire Farewell, en patron des services secrets français — œuvres conformes à ses critères d'exigence. En 2007, le comédien a écrit et dirigé Le Candidat (2007), drame politique qu'il interprète face à Yvan Attal. En 2013, il retrouve l'univers du pouvoir face à Thierry Lhermitte dans Quai d'Orsay de Bertrand Tavernier : son interprétation de Claude Maupas, directeur de cabinet flegmatique et cauteleux du ministre des Affaires étrangères, lui vaut un troisième César du meilleur second rôle.

#### Au théâtre
Dans les années 1960 il fut membre de la troupe du Théâtre de Poche de Bruxelles (direction Roger Domani).
En 1986 la pièce B29, dont il partage la vedette avec Richard Berry, essuie un échec.
En 1988 il crée sa propre école de théâtre à Ménilmontant, le Théâtre-École du Passage (rue Boyer, à Paris) dans un esprit de troupe ne formant pas au vedettariat.
Niels Arestrup dirige le théâtre de la Renaissance de 1989 à 1993.
Il retrouve Fanny Ardant en 1995 dans La Musica de Marguerite Duras.
L'année suivante il joue avec Myriam Boyer la pièce Qui a peur de Virginia Woolf ?, remplacée après quelques représentations par Catherine Arditi (voir Controverses).
Durant la saison 1998-1999 il interprète, aux côtés de Pierre Vaneck et Maïa Simon, Copenhague, qui remporte deux Molières.
En 2002 Niels Arestrup interprète le Théramène de Phèdre de Jean Racine, mise en scène par Jacques Weber avec Carole Bouquet dans le rôle-titre.
L'année suivante, dans À chacun sa vérité de Luigi Pirandello, le comédien « affronte » Gérard Desarthe et Gisèle Casadesus.
En 2008 il écrit Le Temps des cerises, joué par Eddy Mitchell et Cécile de France. Cette même année, il joue et met en scène Beyrouth Hotel de Rémi De Vos au Studio des Champs-Élysées, avec Isabelle Le Nouvel, sa compagne dans la vie, qu'il épouse en 2012.
En 2011 il interprète Dietrich von Choltitz, le général allemand chargé de détruire Paris en 1944, face à André Dussollier (Raoul Nordling, consul suédois), dans Diplomatie, pièce écrite par Cyril Gély.
En 2015 il campe Talleyrand dans Le Souper de Jean-Claude Brisville, mis en scène par Daniel Benoin, face à Fouché interprété par Patrick Chesnais — ils reprennent les rôles créés respectivement par Claude Rich et Claude Brasseur.
En 2016 on le retrouve aux côtés de Kad Merad et Patrick Bosso dans la pièce de théâtre Acting. Il y incarne un acteur et metteur en scène de théâtre condamné à dix-huit ans d’emprisonnement pour meurtre. Il se retrouve en prison avec Gepetto (Kad Merad), un délinquant extraverti attiré par les paillettes, et Horace (Patrick Bosso), un meurtrier taciturne. Il essaye alors d’enseigner le théâtre à Gepetto et c’est là que l’humour fait son entrée.

#### Controverses
Niels Arestrup avait une réputation de partenaire violent, principalement en raison de plusieurs incidents avec des actrices.
Le tournage du film La Dérobade, sorti en 1979, fut émaillé d'incidents impliquant l'acteur : Maria Schneider se fracture le coccyx, Miou-Miou a le tympan percé à la suite d'une gifle assénée trop vivement lors d'une prise ; rétrospectivement, il déclare avoir dit au réalisateur Daniel Duval, « il faut simuler [...], mais Miou Miou voulait que ça ait l'air vrai ». 
En 1983, Isabelle Adjani arrête la pièce Mademoiselle Julie à la suite d'une gifle de Niels Arestrup,.
En 1996, à la suite de violences qu'elle a subies, Myriam Boyer est licenciée de la pièce Qui a peur de Virginia Woolf ?, dont la société de Niels Arestrup est productrice à 70 %. L'actrice obtiendra plus de 800 000 francs de dommages et intérêts.
Niels Arestrup renonce à ses plaintes en diffamation contre Isabelle Adjani et Myriam Boyer.
À propos de cette réputation de violence, Niels Arestrup a déclaré : « Ça fait vingt-cinq ans que ça dure, depuis Mademoiselle Julie, avec Isabelle Adjani. Et depuis, j'ai tout essayé : m'expliquer, me taire, mais rien à faire, ça me colle à la peau. » Il affirme avoir « toujours détesté la brutalité, [qu'il] trouve désespérément bête ».

#### Formateur d'artistes
Pendant une dizaine d'années, Niels Arestrup consacre une partie de son temps à la formation d'acteurs en créant et dirigeant à Paris le Théâtre-École du Passage, connu comme l'un des meilleurs cours privés de l'époque, où les élèves comédiens, outre leurs cours d'art dramatique, pratiquent la danse, le chant, l'acrobatie, l'escrime et l'anglais[réf. nécessaire].

### Vie privée
En 2012, après dix ans de vie commune, Niels Arestrup épouse l’actrice, scénariste et autrice Isabelle Le Nouvel. La même année naissent leurs jumeaux, Emma et Henrik.

### Engagements
Le comédien participe activement au débat public sur les moyens de sortir de la crise climatique. En 2018, il figure parmi les deux cents signataires d'un appel paru dans le journal Le Monde sous l'initiative de Juliette Binoche. L'appel met en garde contre des conséquences dramatiques, telles que l'extinction de l'espèce humaine, sans une action politique « déterminée et immédiate » dans des domaines problématiques tels que le changement climatique, la biodiversité et d'autres limites planétaires.

### Mort
Niels Arestrup meurt des suites d'une longue maladie le 1er décembre 2024,,, chez lui à Ville-d'Avray (Hauts-de-Seine), à l'âge de 75 ans. Ses obsèques se déroulent dans la matinée du 10 décembre en l'église Saint-Roch de Paris en présence de nombreuses personnalités du monde du spectacle,, avant d'être inhumé au cimetière de Ville-d'Avray.

## Filmographie

### Acteur

#### Années 1970
- 1974 : Miss O'Gynie et les Hommes fleurs de Samy Pavel : Yves
- 1974 : Stavisky d'Alain Resnais : Rudolph, le secrétaire de Trotski
- 1974 : Je, tu, il, elle de Chantal Akerman : le camionneur
- 1976 : Lumière de Jeanne Moreau : Nano
- 1976 : Si c'était à refaire de Claude Lelouch : Henri Lanot
- 1976 : Le Grand Soir de Francis Reusser : Léon
- 1976 : Demain les mômes de Jean Pourtalé : Philippe
- 1977 : Les Apprentis Sorciers d'Edgardo Cozarinsky : Danton
- 1977 : Plus ça va, moins ça va de Michel Vianey : Vincent
- 1978 : La Chanson de Roland de Frank Cassenti : le commerçant/Oton
- 1979 : La Dérobade de Daniel Duval : André
- 1979 : La Passion d'une femme sans cœur de Moïse Maatouk (court métrage) : Karl

#### Années 1980
- 1980 : La Femme flic de Yves Boisset : Dominique Allier
- 1981 : Du blues dans la tête de Hervé Palud : Dan
- 1981 : Seuls de Francis Reusser : Jean
- 1984 : Le futur est femme (Il futuro è donna) de Marco Ferreri : Gordon
- 1985 : Signé Charlotte de Caroline Huppert: Mathieu
- 1985 : Diesel de Robert Kramer: Nelson
- 1985 : Les Loups entre eux de José Giovanni : Mike
- 1986 : Le Goûter chez Niels de Didier Martiny (court métrage) : Niels
- 1987 : La Rumba de Roger Hanin : Le commissaire Detaix
- 1987 : Barbablù, Barbablù de Fabio Carpi : Gastone
- 1987 : Charlie Dingo de Gilles Béhat : William
- 1987 : Doux amer de Franck Appréderis : Jean
- 1988 : Ville étrangère de Didier Goldschmidt : Gregor Keuschnig

#### Années 1990
- 1991 : La Tentation de Vénus de István Szabó (Meeting Venus) : Zoltan Szanto
- 1994 : Délit mineur de Francis Girod : Claude
- 1998 : Rewind de Sergio Gobbi : Fabrice Rivail
- 1999 : Le Pique-nique de Lulu Kreutz de Didier Martiny : Jascha Steg

#### Années 2000
- 2002 : Une affaire privée de Guillaume Nicloux : Le père de Rachel
- 2002 : Parlez-moi d'amour de Sophie Marceau : Richard
- 2005 : De battre mon cœur s'est arrêté de Jacques Audiard : Robert Seyr
- 2006 : Les Fragments d'Antonin de Gabriel Le Bomin : Professeur Lantier
- 2007 : Le Scaphandre et le Papillon de Julian Schnabel : Roussin
- 2007 : La Part animale de Sébastien Jaudeau : Henri Chaumier
- 2009 : Un prophète de Jacques Audiard : César Luciani
- 2009 : L'Affaire Farewell de Christian Carion : Vallier

#### Années 2010
- 2010 : Elle s'appelait Sarah de Gilles Paquet-Brenner : Jules Dufaure
- 2010 : L'Homme qui voulait vivre sa vie d'Éric Lartigau : Bartholomé
- 2010 : Je n'ai rien oublié de Bruno Chiche : Thomas
- 2011 : Tu seras mon fils de Gilles Legrand : Paul de Marseul
- 2011 : Cheval de guerre (War Horse) de Steven Spielberg : Grand-père
- 2012 : À perdre la raison de Joachim Lafosse : docteur André Pinget
- 2013 : Quai d'Orsay de Bertrand Tavernier : Claude Maupas
- 2013 : La Dune de Yossi Aviram : Ruben
- 2014 : 96 Heures de Frédéric Schoendoerffer : Kancel
- 2014 : Diplomatie de Volker Schlöndorff : le général Dietrich von Choltitz
- 2015 : Papa Lumière d'Ada Loueilh : Jacques
- 2015 : Vue sur mer (By The Sea) d'Angelina Jolie : Michel, le patron du bar
- 2017 : Retour à Montauk de Volker Schlöndorff : Walter
- 2017 : Au revoir là-haut d'Albert Dupontel : Marcel Péricourt
- 2018 : At Eternity's Gate de Julian Schnabel : un malade

#### Années 2020
- 2020 : Villa Caprice de Bernard Stora : Luc Germon
- 2022 : Divertimento de Marie-Castille Mention-Schaar : Sergiu Celibidache

### Réalisateur et acteur
- 2007 : Le Candidat : Georges
- 2009 : L'Invitation : Philippe

### Télévision
- 1974 : Messieurs les jurés, épisode L'affaire Lusanger d'André Michel : Jean-Roger Pasquier
- 1974 : La Dernière Carte de Marcel Cravenne : Wilhem Kasda
- 1977 : Au bout du printemps de Bernard Dubois : Brandy
- 1977 : Tauwetter de Markus Imhoof : Jean-Luc
- 1978 : Lulu de Marcel Bluwal : Schwarz
- 1979 : Le Tourbillon des jours de Jacques Doniol-Valcroze : Germain
- 1980 : Le Petit Théâtre d'Antenne 2, épisode La Promenade du marais : le client
- 1980 : Bruges la morte d'Alain Dhénaut : Hugues Viane
- 1981 : Les Héritiers, épisode Les Dames du lac de Bruno Gantillon : Serge
- 1981 : Mon meilleur noël, épisode L'Oiseau bleu de Gabriel Axel : le père
- 1982 : La Danse de mort de Claude Chabrol : Kurt
- 1982 : Le Retour d'Elisabeth Wolff de Josée Dayan : Stan Pilgrim
- 1982 : La Cerisaie de Peter Brook : Lopakhine
- 1982 : Les Secrets de la princesse de Cadignan de Jacques Deray : Eugène de Rastignac
- 1983 : Les Poneys sauvages de Robert Mazoyer :
- 1983 : Mademoiselle Julie d'Yves-André Hubert : Jean
- 1987 : Série noire, épisode Lorfou de Daniel Duval : Angelo
- 1988 : Cinéma 16 : épisode La Ruelle au clair de lune d'Édouard Molinaro: le professeur Hans Klemm
- 1989 : Manon Roland d'Édouard Molinaro : Danton
- 198 : L'Ivresse de la métamorphose d'Édouard Molinaro : Ferdinand Farner
- 1991 : La Grande Dune de Bernard Stora : Keiser
- 1992 : La Femme abandonnée d'Édouard Molinaro : Oskar de Wilno
- 1993 : Albert Savarus d'Alexandre Astruc : Albert Savarus
- 1994 : Les Derniers jours de la victime de Bruno Gantillon : Mendizabal
- 1995 : Les Derniers Jours de la victime de Bruno Gantillon : Mendizábal (téléfilm)
- 2000 : Fernando Krapp m'a écrit cette lettre d'Yves Di Tullio et Bernard Murat : Fernando Krapp
- 2000 : La Part de l'ombre de Philippe Venault : Charles Oberlé
- 2002 : Les Enquêtes d'Éloïse Rome, épisode Bête fauve de Didier Le Pêcheur : Van Rooten
- 2006 : Le Rainbow Warrior de Pierre Boutron : Le Duc
- 2008 : Suite noire (collection), épisode Tirez sur le caviste d'Emmanuelle Bercot : Gérard
- 2016 : Baron noir de Ziad Doueiri : Francis Laugier
- 2017 : Capitaine Marleau : La mémoire enfouie de Josée Dayan : Hervé Gerfaut
- 2019 : Myster Mocky présente, épisode À couteau tiré de Jean-Pierre Mocky
- 2022 : Les Papillons noirs d'Olivier Abbou : Albert Desiderio

## Théâtre

### Acteur
- 1973 : La Famille de Lodewijk de Boer (de), mise en scène de Derek Goldby (en), Théâtre de Poche (Bruxelles)[21]
- 1973 : Crime et châtiment d'après Dostoïevski, mise en scène d'André Barsacq, théâtre de l'Atelier
- Haute surveillance de Jean Genet, mise en scène de Claude Mathieu[22]
- 1976 : Gilles de Rais de Roger Planchon, mise en scène de l'auteur, TNP Villeurbanne
- 1977 : Gilles de Rais de Roger Planchon, mise en scène de l'auteur, théâtre national de Chaillot
- 1979 : Platonov d'Anton Tchekhov, mise en scène de Gabriel Garran, théâtre de la Commune
- 1981 : La Cerisaie d'Anton Tchekhov, mise en scène de Peter Brook, théâtre des Bouffes du Nord
- 1982 : La Dernière Nuit de l'été d'Alexeï Arbouzov, mise en scène d'Yves Bureau, théâtre Édouard-VII
- L'Amant de Harold Pinter, mise en scène de Philippe Ferran
- 1983 : La Cerisaie d'Anton Tchekhov, mise en scène de Peter Brook, théâtre des Bouffes du Nord
- 1983 : Mademoiselle Julie d'August Strindberg, mise en scène de Christian Benedetti puis Andréas Voutsinás, théâtre Édouard-VII
- 1984 : Dom Juan ou le Festin de Pierre de Molière, mise en scène de Maurice Bénichou, théâtre des Bouffes du Nord
- 1985 : Fool for love de Sam Shepard, mise en scène d'Andréas Voutsinás, Espace Pierre Cardin
- 1986 : B29 d'Alain Page, mise en scène de Derek Goldby, théâtre de la Porte-Saint-Martin
- 1987 : 2050, le radeau de la mort d'Harald Müller, mise en scène de Hans Peter Cloos, MC93 Bobigny
- 1988 : Les Trois Sœurs d’Anton Tchekhov, mise en scène de Maurice Bénichou, Festival d'Avignon
- 1989 : La Mouette d’Anton Tchekhov, mise en scène d'Andreï Kontchalovski, Odéon-Théâtre de l'Europe
- 1990 : Tout contre un petit bois de et mise en scène de Jean-Michel Ribes, théâtre de la Renaissance
- 1990 : Sade, concert d'enfers d'Enzo Cormann, mise en scène de    Philippe Adrien
- 1990 : Le Misanthrope de Molière, mise en scène de Pierre Pradinas
- 1991 : Écrit sur l'Eau d'Éric-Emmanuel Schmitt, création et mise en scène de Niels Arestrup, théâtre de la Renaissance
- 1993 : Lettres à un jeune poète de Rainer Maria Rilke
- 1995 : La Musica deuxième de Marguerite Duras, mise en scène de Bernard Murat, théâtre de la Gaîté-Montparnasse
- 1996 : Qui a peur de Virginia Woolf ? d'Edward Albee, mise en scène de John Berry, théâtre de la Gaîté-Montparnasse
- 1999 : Étoiles de Pierre Laville, mise en scène de Maurice Bénichou, théâtre de la Madeleine
- 1999 : Copenhague de Michael Frayn, mise en scène de Michael Blakemore (en), théâtre Montparnasse
- 2000 : Fernando Krapp m'a écrit cette lettre de Tankred Dorst, mise en scène de Bernard Murat, théâtre Montparnasse
- 2002 : Phèdre de Racine, mise en scène de Jacques Weber, Théâtre de Nice, théâtre Déjazet
- 2002 : Une nuit arabe de Roland Schimmelpfennig, mise en scène de Frédéric Bélier-Garcia, théâtre du Rond-Point
- 2003 : À chacun sa vérité de Luigi Pirandello, mise en scène de Bernard Murat, Centre national de création d'Orléans, théâtre Antoine
- 2004 : L'Homme, la bête et la vertu de Luigi Pirandello, mise en scène de Jean-Claude Idée, théâtre Montparnasse
- 2004 : Quartett d'Heiner Müller, mise en scène de Hans Peter Cloos, théâtre de l'Athénée-Louis-Jouvet
- 2005 : Lettres à un jeune poète de Rainer Maria Rilke, mise en scène de Niels Arestrup, théâtre La Bruyère, tournée
- 2007 : Eva de Nicolas Bedos, mise en scène de Daniel Colas, théâtre des Mathurins
- 2008 : Beyrouth Hôtel de Rémi De Vos, mise en scène de Niels Arestrup, Studio des Champs-Elysées
- 2011 : Diplomatie de Cyril Gély, mise en scène de Stéphan Meldegg, théâtre de la Madeleine
- 2012 : Diplomatie de Cyril Gély, mise en scène de Stéphan Meldegg, théâtre de l'Agora, théâtre des Célestins, tournée
- 2015 : Le Souper de Jean-Claude Brisville, mise en scène de Daniel Benoin, Théâtre de la Madeleine
- 2016 : Acting de et mis en scène de Xavier Durringer, Théâtre des Bouffes-Parisiens
- 2018 : Skorpios au loin d'Isabelle Le Nouvel, mise en scène de Jean-Louis Benoît, théâtre des Bouffes Parisiens
- 2019 : Rouge de John Logan, mise en scène de Jérémie Lippmann, théâtre Montparnasse
- 2021 : 88 fois l'infini d'Isabelle Le Nouvel, mise en scène de Jérémie Lippmann, théâtre des Bouffes Parisiens

### Auteur
- 2008 : Le Temps des cerises, mise en scène de Stéphane Hillel, au théâtre de la Madeleine à Paris

### Metteur en scène
- 2014 : Big Apple d'Isabelle Le Nouvel, Théâtre de l'Ouest parisien, Théâtre de Paris

## Distinctions

### Cinéma

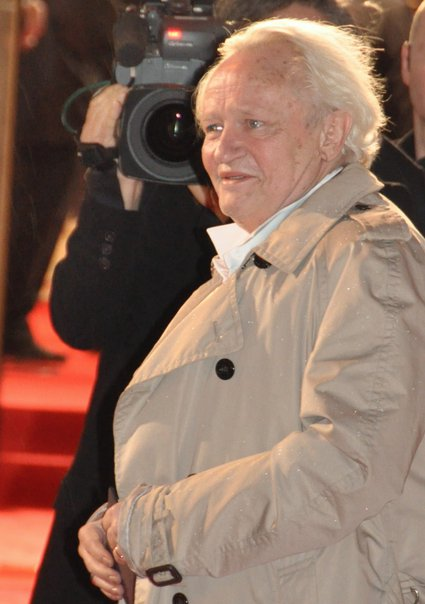
Niels Arestrup en 2010 à la des César.

#### Récompenses
- César 2006 : meilleur acteur dans un second rôle pour De battre mon cœur s'est arrêté[23]
- César 2010 : meilleur acteur dans un second rôle pour Un prophète
- César 2014 : meilleur acteur dans un second rôle pour Quai d'Orsay

#### Nominations
- César 2011 : meilleur acteur dans un second rôle pour L'Homme qui voulait vivre sa vie
- Globe de cristal 2014 : meilleur acteur pour Quai d'Orsay
- César 2015 : meilleur acteur pour Diplomatie
- César 2018 : meilleur acteur dans un second rôle pour Au revoir là-haut

### Théâtre
- Prix du Syndicat de la critique 1999 : meilleur comédien dans Copenhague
- Molières 1999 : Nomination au Molière du comédien pour Copenhague
- Molières 2006 : Nomination au Molière du comédien pour Lettres à un jeune poète
- Molières 2011 : Nomination au Molière du comédien pour Diplomatie
- 2017 : Globe de cristal du meilleur comédien pour Acting
- Molières 2020 : Molière du comédien pour Rouge
- Prix du Brigadier et d'honneur 2021 pour Rouge et pour l'ensemble de sa carrière

### Décorations
- Officier de la Légion d'honneur (2016)[24] ; chevalier (2 décembre 2006).
- Officier de l'ordre national du Mérite (2011)[25] ; chevalier (13 février 2000).

## Publication
- Tous mes incendies, Plon, 2001  (ISBN 978-2-259-19295-8)